# 紫滩
紫滩位于南沙群岛东部，棕滩西南约10海里。水深约18.2米。1983年中国地名委员会公布的标准名称为“紫滩”。西方文献一般称为“Wood Bank”。